# Giacomo Lo Verde
Giacomo Lo Verde (Trapani, ... – Palermo, XVII secolo) è stato un pittore italiano del barocco siciliano, attivo soprattutto a Trapani e Palermo.

## Biografia
Dopo un iniziale periodo di formazione a Roma, con la morte del padre e per mancanza di sussidi, Giacomo tornò a Palermo come allievo presso Pietro Novelli. Contemporaneo di Andrea Carrera, le sue opere sono permeate dallo stile novellesco, a tratti per colori e linee, per mano del maestro influenzato da Antoon van Dyck, quest'ultimo visitatore a Palermo nel periodo della peste.
Le informazioni sull'artista sono incomplete e frammentarie. Solo alcuni dipinti autografi permettono di determinare il periodo di massima espressione artistica compresa nei primi decenni del XVII secolo.

## Opere

### Palermo

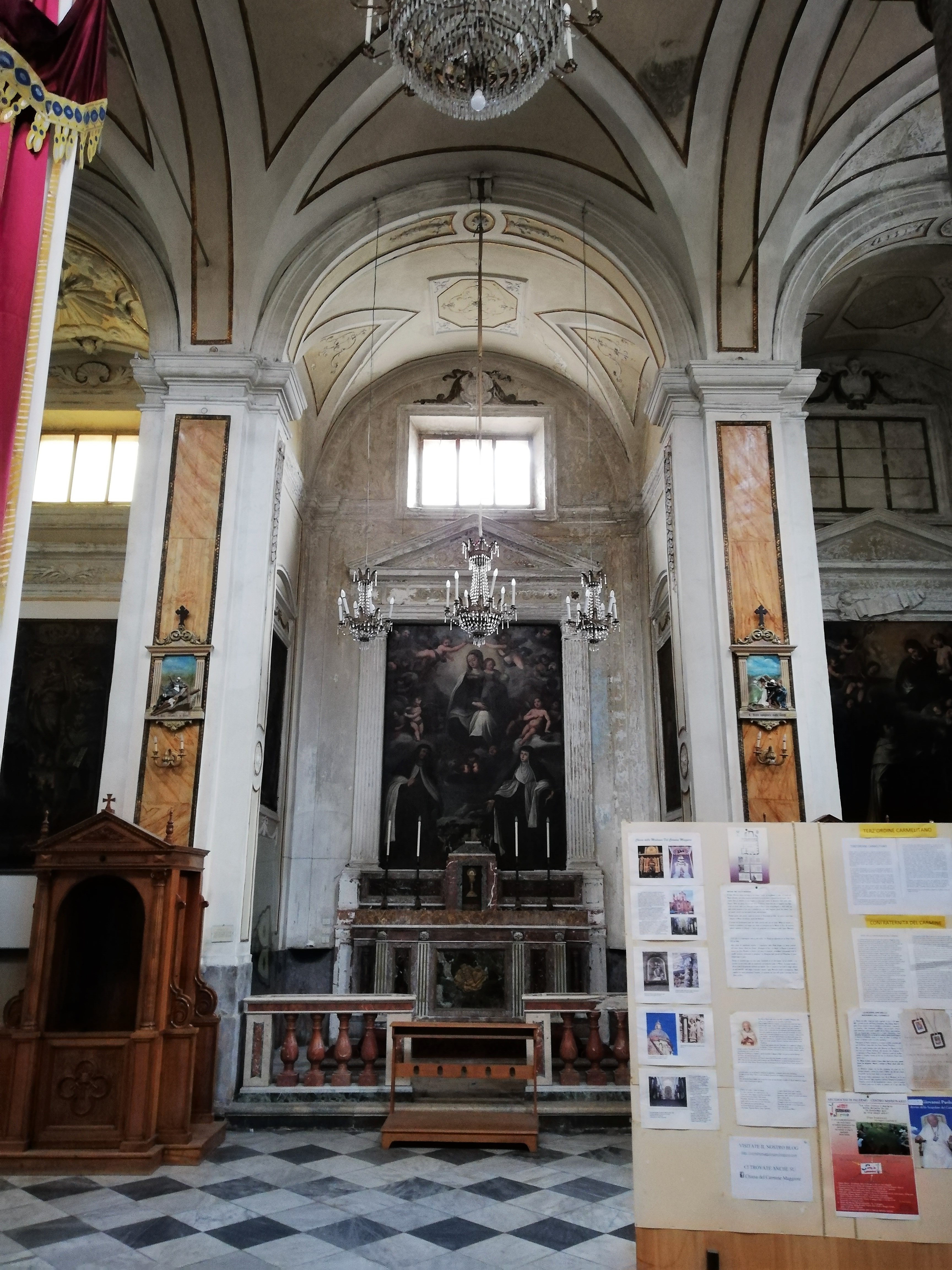
Madonna del Carmelo raffigurata tra le mistiche Santa Maria Maddalena de' Pazzi e Santa Teresa d'Avila, chiesa del Carmine Maggiore.

- 1650, Santa Cecilia, dipinto, opera documentata nell'Antioratorio di Santa Cecilia della basilica della Santissima Trinità del Cancelliere.[2][3][4]
- XVII secolo, Madonna del Carmelo raffigurata tra le mistiche Santa Maria Maddalena de' Pazzi e Santa Teresa d'Avila, opera documentata nella Cappella di Santa Maria Maddalena de' Pazzi e Teresa d'Avila della chiesa del Carmine Maggiore.[1]
- XVII secolo, Beata Vergine e Sant'Alberto Carmelitano, olio su tela, opera documentata nella chiesa del Carmine Maggiore.[5]
- XVII secolo, Sante Vergini salgono al Calvario, dipinto, opera documentata nella chiesa di San Vito.[6]
- XVII secolo, Gesù, Giuseppe, Maria, olio su tela, opera documentata nella sacrestia del monastero della chiesa di San Vito.[5]
- XVII secolo, Sant'Orsola, dipinto, opera ispirata da medesimo soggetto di Pietro Novelli documentata nell'oratorio della chiesa di Sant'Orsola.[7]
- XVII secolo, Beata Vergine Maria, copia dell'originale di Pietro Novelli, opera custodita nella chiesa di Sant'Orsola.[8]
- XVII secolo, Nostro Signore con la croce, dipinto incompiuto di Antonino Alberti detto il Barbalunga, opera documentata nell'Oratorio del Sangue di Cristo.[9][10][11][12][13][14][15][16]
- XVII secolo, San Giovanni e Apostoli, olio su tela, olio su tela proveniente dalla Congregazione di Santa Margherita e custodito nella Galleria dell'Università.[5]
- XVII secolo, San Mattia ricevuto nel sinedrio degli apostoli, olio su tela, quadro documentata sull'altare maggiore della chiesa di San Mattia dei Crociferi a Porta dei Greci.[5]
- XVII secolo, Gesù, Giuseppe, Maria e il Padre Eterno, olio su tela, opera documentata nella chiesa della Madonna dei Rimedi o chiesa del convento di Santa Teresa fuori Porta Nuova.[5]
- XVII secolo, Sant'Anna, olio su tela.[5]
- XVII secolo, Gesù raffigurato con la Beata Vergine Maria, San Giuseppe e l'Angelo Custode, con Sant'Antonio di Padova, San Biagio, Santa Rosalia e le Anime del Purgatorio, opera documentata nella chiesa dell'Annunziata dell'Ordine dei frati minori conventuali a Porta Montalto.[5]
- XVII secolo, Giudizio di Salomone e Sacra Famiglia, quadroni documentati nella chiesa di San Sebastiano.[8]
- XVII secolo, Giudizio di Paride, opera documentata andata distrutta.[8]
- XVII secolo, Nascita di Maria Vergine e quadro compagno, chiesa di Sant'Antonio dei Barbieri a Palazzo Reale.[8]
- XVII secolo, Ciclo, affreschi, piccolo apparato decorativo pittorico, opere documentate nella chiesa di Sant'Antonio dei Barbieri a Palazzo Reale.[8]
- XVII secolo, Davide, dipinto documentato presso il principe di Militello.[8]
- XVII secolo, Magi, opera documentata.[8]
- XVII secolo, Beata Vergine col Bambino e Re Magi, opera documentata.[8]
- XVII secolo, Beata Vergine col Bambino, opera documentata per l'Università di Palermo.[8]
- XVII secolo, Annunciazione e Dio Padre, copia di identico soggetto del Novelli, opera documentata nella chiesa di Sant'Ignazio all'Olivella.[8]
- XVII secolo, Beata Vergine col Bambino e quadro compagno, opere documentate nella chiesa di Santa Caterina.[8]
- XVII secolo, Annunciazione, opera documentata nella chiesa dell'Annunziata del Giglio.
- XVII secolo, Annunciazione, olio su tela, opera commissionata dalla confraternita eponima e custodita presso l'Oratorio del Rosario di San Domenico.[17][18][19][8][20]
- XVII secolo, Nascita di Gesù Bambino e Circoncisione, opera documentata.[8]
- XVII secolo, Scherzi di Angeli, opera documentata.[8]
- XVII secolo, Beata Vergine col Bambino, opera documentata di proprietà di Agostino Gallo.[21]
- XVII secolo, Sant'Agata, dipinto, opera documentata a Casa Professa.[21]
- XVII secolo, Giudizio di Salomone, Sansone e il leone, Mosè, Giuseppe si libera dalla cisterna, quadroni documentati nel transetto di Casa Professa.[21]
- XVII secolo, Beata Vergine, opera documentata nella chiesa della Concezione alli Porrazzi.[21]
- XVII secolo, Santa Rosalia, opera documentata.[21]
- XVII secolo, Santa Rosalia, opera documentata.[21]
- XVII secolo, San Cristoforo, su lavagna, opera documentata.[21]

Galleria Regionale della Sicilia di Palazzo Abatellis:
- XVII secolo, Immacolata Concezione ritratta con Sant'Antonio da Padova, San Giacomo, San Nicola e San Francesco di Paola, olio su tela, 127 × 103 cm,
- XVII secolo, Presentazione di Maria al Tempio, olio su tela, 128 × 102 cm.

### Opere sparse
- 1659, Beata Vergine, dipinto, opera documentata nella chiesa di Maria Santissima del Soccorso o Badìa Nuova di Alcamo.[21]
- XVII secolo, Sant'Andrea, opera documentata nella chiesa di Sant'Andrea alla Civita di Malta.[21]
- XVII secolo, Comunione di San Gerolamo, olio su tela, cm 214 x 198, opera provenienza dalla collezione di Giovan Battista Finocchiaro, 1826, e custodita nel Museo civico al Castello Ursino di Catania.
- XVII secolo, Crocifisso, attribuzione, opera custodita nella cattedrale di San Lorenzo di Trapani.
- XVII secolo, Santa Caterina d'Alessandria, opera custodita nel Museo regionale Agostino Pepoli di Trapani.